# Jean Wallace
Jean Wallace, nascida como Jean Walasek (Chicago, 12 de outubro de 1923  — Los Angeles, 14 de dezembro de 1990) foi uma atriz de cinema e televisão estado-unidense de ascendência polaca.

## Biografia
Filha de John T. Walasek e Mary A. Walasek (nascida Sharkey), Wallace começou sua carreira como modelo, e em seguida, conseguiu seu primeiro papel aos dezassete anos. Ela casou-se duas vezes, a primeira com o ator Franchot Tone entre 1941 até 1948 e outra com o ator Cornel Wilde entre 1951 até 1981.  Ela teve dois filhos com Tone e um com Wilde. Ela tentou cometer suicídio com pílulas para dormir em 1946, e com uma faca em 1949.
Wallace morreu no dia 14 de fevereiro de 1990 por sangramento gastrointestinal, e foi enterrada no Hollywood Forever Cemetery.

## Filmografia
| Cinema    | Cinema                       | Cinema             | Cinema                                |
| Ano       | Filme                        | Papel              | Notas                                 |
| --------- | ---------------------------- | ------------------ | ------------------------------------- |
| 1941      | Ziegfeld Girl                | Menina de Ziegfeld | Não creditada                         |
| 1941      | Glamour Boy                  | Menina             | Não creditada                         |
| 1941      | Louisiana Purchase           | A bela de Luisiana |                                       |
| 1943      | Salute for Three             | Hostess            |                                       |
| 1944      | You Can't Ration Love        | Madge              |                                       |
| 1946      | It Shouldn't Happen to a Dog | Bess Williams      |                                       |
| 1947      | Blaze of Noon                | Poppy              |                                       |
| 1948      | When My Baby Smiles at Me    | Sylvia Marco       | Não creditada                         |
| 1949      | Jigsaw                       | Barbara Whitfield  | Título alternativo: Gun Moll          |
| 1949      | The Man on the Eiffel Tower  | Edna Wallace       |                                       |
| 1950      | The Good Humor Man           | Bonnie Conroy      |                                       |
| 1951      | Native Son                   | Mary Dalton        | Título alternativo: Sangre negra      |
| 1954      | Star of India                | Katrina            | Título alternativo: Stella dell'India |
| 1955      | The Big Combo                | Susan Lowell       |                                       |
| 1955      | Storm Fear                   | Elizabeth          |                                       |
| 1957      | The Devil's Hairpin          | Kelly James        |                                       |
| 1958      | Maracaibo                    | Laura Kingsley     |                                       |
| 1963      | Lancelot and Guinevere       | Guinevere          | Título alternativo: Sword of Lancelot |
| 1967      | Beach Red                    | Julie MacDonald    | Cantora da música-tema                |
| 1970      | No Blade of Grass            | Ann Custance       |                                       |
| Televisão |                              |                    |                                       |
| Ano       | Título                       | Papel              | Notas                                 |
| 1952      | Schlitz Playhouse of Stars   |                    | 1 episódio                            |
| 1955      | General Electric Theater     | Leslie Mason       | 1 episódio                            |